# Гімн Ліхтенштейну
Oben am jungen Rhein (укр. Над молодим Рейном) — національний гімн князівства Ліхтенштейн. Слова гімну написані 1850 року пастором Якобом Йозефом Яухом на мелодію гімну Великої Британії «Боже бережи Короля» (автор музики невідомий). 1920 року слова були затверджені як національний гімн. 1963 року довжину гімну було скорочено, а посилання на Німеччину було вилучено.

## Текст гімну
Oben am jungen Rhein

Lehnet sich Liechtenstein

An Alpenhöh'n.

Dies liebe Heimatland,

Das teure Vaterland,

Hat Gottes weise Hand

Für uns erseh'n.

Dies liebe Heimatland,

Das teure Vaterland,

Hat Gottes weise Hand

Für uns erseh'n.

Hoch lebe Liechtenstein,

Blühend am jungen Rhein,

Glücklich und treu.

Hoch leb' der Fürst vom Land,

Hoch unser Vaterland,

Durch Bruderliebe Band

Vereint und frei.

Hoch leb' der Fürst vom Land,

Hoch unser Vaterland,

Durch Bruderliebe Band

Vereint und frei.

## Переклад тексту гімну
Високо на юнім Рейні

Схиляється Ліхтенштейн

До вершин Альп.

Це — люба Батьківщина,

Улюблена Вітчизна,

Бога мудра рука

Піклувалась про нас.

Це — люба Батьківщина,

Улюблена Вітчизна,

Бога мудра рука

Піклувалась про нас.

Високо живи Ліхтенштейне,

Процвітаючи на юнім Рейні,

Щасливо й вірно.

Високо живи, князю країни,

Високо наша Вітчизна,

Через союз

Об'єднане й вільне.

Високо живи, князю країни,

Високо наша Вітчизна,

Через союз

Об'єднане й вільне.